# Santa Maria del Cedro
Santa Maria del Cedro er en by i Calabrien, Italien med 5.002 (2023) indbyggere.